# نيل رانغر
نيل رانغر (بالإنجليزية: Nile Ranger)‏ (11 أبريل 1991 في المملكة المتحدة - ) هو لاعب كرة قدم بريطاني في مركز الهجوم. شارك مع منتخب إنجلترا تحت 19 سنة لكرة القدم. أما مع النوادي، فقد لعب مع سويندون تاون وشيفيلد وينزداي وكريستال بالاس ونادي بارنسلي ونادي بلاكبول ونادي ساوثهامبتون ونيوكاسل يونايتد.

## وصلات خارجية
- نيل رانغر على موقع قاعدة بيانات كرة القدم.إي يو (الإنجليزية)
- نيل رانغر على موقع Soccerbase.com (لاعب) (الإنجليزية)
- نيل رانغر على موقع Soccerway.com (الإنجليزية)
- نيل رانغر على موقع عالم كرة القدم.نت (الإنجليزية)
- نيل رانغر على موقع AS.com (الإسبانية)